# گوهار گاسپاریان (زاده ۱۹۸۵ میلادی)
گوهار گاسپاریان (ارمنی: Գոհար Գասպարյան؛ زادهٔ ۱۹ اکتبر ۱۹۸۵) مجری تلویزیونی، روزنامه‌نگار و مدل اهل ارمنستان است. وی هم‌اکنون در شبکه تلویزیونی دولتی ارمنستان ۱ فعالیت می‌کند. وی از سال ۲۰۱۰ سرپرستی هیئت نمایندگی ارمنستان مسابقه آواز یوروویژن و مسابقه آواز یوروویژن نوجوانان را برعهده دارد. وی از سال ۱۹۹۶ میلادی تاکنون مشغول فعالیت بوده‌است.

## زندگی‌نامه
وی در ۱۹ اکتبر ۱۹۸۵ در ایروان به دنیا آمد پدر وی یک فرد نظامی و مادرش نیز دبیر زبان فرانسوی می‌باشد. وی از دانشگاه دولتی زبان‌ها و علوم اجتماعی بروسوف ایروان فارغ‌التحصیل شد. در سال ۱۹۹۶ وی دو برنامه تلویزیونی نوجوانان تحت عناوین «Talented Children» و «The Story of my childhood» در شبکه سوم میزبانی نمود. در ژوئیه ۲۰۱۶ وی با نقاش و وکیل سرشناس ارمنی، نارک وان آشوغاتویان ازدواج نمود.